# Gonadotropinfelszabadító hormon

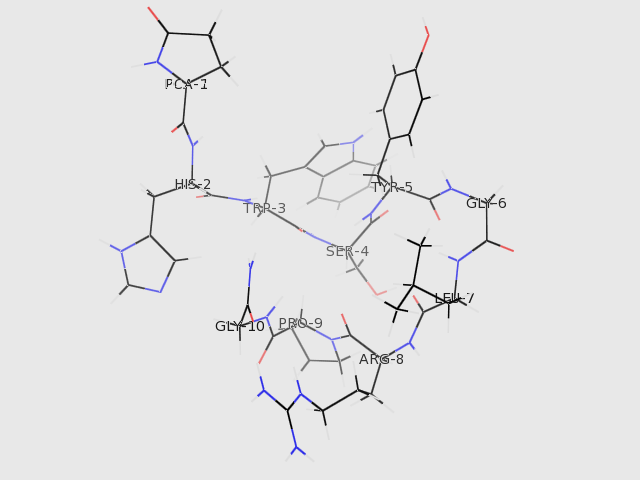
A GnRH szerkezete

A gonadotropinfelszabadító hormon (más néven gonadoliberin, follikuluszstimuláló hormont felszabadító hormon; a gyógyszerészetben gonadorelin; angol rövidítéssel GnRH) a hipotalamusz által termelt peptidhormon, amely az agyalapi mirigy elülső mirigyében elősegíti a follikuluszstimuláló hormon és a luteinizáló hormon kiválasztását. 

## Szerkezete
A gonadotropinfelszabadító hormon egy rövid, tíz aminosavból álló peptid. A molekula szerkezetét 1977-ben határozta meg Roger Guillemin és Andrew Schally:
Érdekessége, hogy nem csak a fehérjék építőköveiként használt 20 aminosavból áll, hanem a C-terminuson a glutaminsav ciklikus származékát, a piroglutamátot tartalmazza.
A GnRH egy 92 aminosavas prekurzor fehérje szétvágásából származik. A prekurzor génje (a GNRH1) a 8. kromoszómán található. 

## Funkciója
A hipotalamuszban szintetizált GnRH a vérárammal az agyalapi mirigyhez kerül. Itt a gondatrop sejtek felszínén található a receptora. A gonadotropinfelszabadító hormon-receptor a többi receptorhoz hasonlóan egy hét transzmembrán doménnel rendelkező, G-proteinhez kapcsolódó fehérje, amely a hormonmolekula megkötése után a protein-kináz C-n keresztül aktiválja a luteinizáló (LH) és a follikuluszstimuláló hormonok (FSH) génjeit. A GnRH néhány perc alatt lebomlik.
Az általa aktivált két hormon alapvetően a menstruációs ciklust és a tesztoszterontermelést szabályozza, így a GnRH szintje gyerekkorban nagyon alacsony, szintézise a serdülőkorban indul meg. A luteinizáló és follikuluszstimuláló hormonok mennyisége nőkben nem állandó, hanem a ciklus közepén hirtelen megnő; a reprodukciós szervek működéséhez alapvető fontosságú, hogy a GnRH ezt az impulzust meg tudja indítani. Terhesség esetén a GnRH-ra már nincs szükség. 
Maga a GnRH is valamennyi gerinces állat esetében impulzusszerűen szekretálódik a hipotalamuszból; ezt a folyamatot a női és férfi nemi hormonok szabályozzák. A kis gyakoriságú impulzusok a follikuluszstimuláló hormon szintézisét indítják be, míg a gyakoribbak egy-az egy arányban a luteinizáló hormonét. Férfiakban az impulzusok között eltelő idő nagyjában azonos, míg nőknél a peteérés előtt tapasztalható egy jókora GnRH-löket.
A GnRH-t az agyon kívül más szervekben is megtalálták, de itteni szerepei nem világosak. Génje feltehetően aktiválódik a méhlepényben és a nemi szervekben, de az emlő, a petefészek, a prosztata és a méh tumorjaiban is. Módosított, szintetikus analógját, a leuprolidot emlőrák, endometriózis, prosztatakarcinóma kezelésére használják. 
Mivel a GnRH a peteérést, illetve a tesztoszterontermelést szabályozza, a különféle állatfajokban beinjeckiózása udvarlási viselkedést, erőteljes territorialitást vagy egyéb reprodukcióval kapcsolatos viselkedést vált ki. Bölcsőszájú halaknál a rangsorban domináns egyedekben magasabb a GnRH-szint.

## Kóroki szerepe
A hipotalamusz alulműködése, sérülése vagy tumora megzavarhatja a hormonképződést. A magas prolaktinszint csökkenti a GnRH-aktivitást; ezzel szemben a magas inzulinkoncentráció növeli az impulzushatást és rendellenes LH- és FSH-aktivitáshoz vezet (amint az a policisztás petefészek szindrómában megfigyelhető). A serdülés elmaradásával járó Kallmann-szindrómában örökletesen nincs GnRH-termelődés.
Az állatgyógyászatban a hormon természetes formáját a szarvasmarha petefészekcisztáinak kezelésére alkalmazzák. 

## Fordítás
- Ez a szócikk részben vagy egészben  a   Gonadotropin-releasing hormone című angol Wikipédia-szócikk ezen változatának fordításán alapul.  Az eredeti cikk szerkesztőit annak laptörténete sorolja fel. Ez a jelzés csupán a megfogalmazás eredetét és a szerzői jogokat jelzi, nem szolgál a cikkben szereplő információk forrásmegjelöléseként.